# Tatiana Gorbunova
Tatiana Igorevna Gorbunova (ryska: Татьяна Игоревна Горбунова), född den 23 januari 1990 i Naberezjnyje Tjelny i Tatariska ASSR i Sovjetunionen (nu Tatarstan i Ryssland), är en rysk före detta gymnast.
Hon tog OS-guld i rytmisk gymnastik för trupper i samband med de olympiska gymnastiktävlingarna 2008 i Peking.